# Tassrirt
Tassrirt (franska: Tassrirt (CR), Tassrirt (Commune Rurale), arabiska: تارسوات) är en kommun i Marocko.   Den ligger i provinsen Tiznit och regionen Souss-Massa, i den centrala delen av landet, 500 km söder om huvudstaden Rabat. Antalet invånare är 1 824.